# Kodex vyšehradský
Kodex vyšehradský (či Korunovační evangelistář) je luxusní, bohatě iluminovaný románský evangelistář, který pravděpodobně vznikl v době korunovace Vratislava II. na prvního českého krále a byl mu během této události dne 15. června 1086 snad i předán. Jedná se o kodex o rozměrech 415 × 340 mm, který obsahuje 108 pergamenových listů (55 dvojlistů, které jsou zhotoveny z 55 telecích kůží). Název „Vyšehradský“ asi nese proto, že byl od svého vzniku či o něco později uchováván na Vyšehradě. Kodex je součástí skupiny Vyšehradského kodexu.
Na 26 stranách jsou vyobrazeni evangelisté, rodina Kristova, čtyři předobrazy ze Starého zákona a další výjevy.
Cena kodexu se odhaduje na 1 miliardu korun. Od roku 2005 je národní kulturní památkou.

## Místo vzniku a dárce

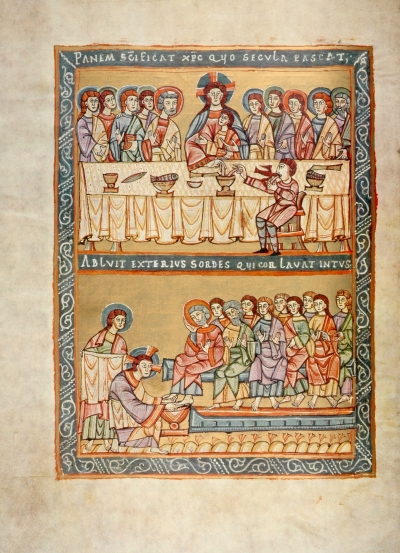
Poslední večeře Páně z Kodexu vyšehradského

O tom, kde kodex vznikl a kdo byl jeho dárcem, panuje mezi odborníky diskuze, většinou se ale shodují, že byl vyroben v prostředí blízkém bavorské klášterní škole, resp. řezenské výtvarné tradici. Předpokládá se, že vzhledem k této skutečnosti mohl být dárcem některý z domácích benediktinských klášterů, které s bavorskými kláštery udržovaly styky. Vzhledem k tomu, že po korunovaci byly obdarovány kláštery v Ostrově (získal ornáty) a v Břevnově (získal celu v Opatovicích), lze jako o dárcích nejpravděpodobněji uvažovat o těchto dvou klášterech.

## Místo uchovávání
Kodex byl do 17. století uchováván v metropolitní knihovně sv. Víta. Asi v roce 1619 byl odvezen do Dlouhé Vsi, aby byl uchráněn před kalvíny. Poté (okolo roku 1728) přešel do držení knihovny pražského Arcibiskupského semináře. Od druhé poloviny 18. století je uložen v Klementinu. Během druhé světové války byl uložen na Karlštejně. Nyní se nachází v Národní knihovně v Praze pod signaturou XIV A 13.
Kodex byl vystavován koncem 50. let 20. století v Paříži. A v Klementinu v listopadu 1969 v rámci výstavy Z dějin české literatury. Zatím naposledy byl vystaven od 31. ledna do 1. února 2015 v Zrcadlové kapli pražského Klementina.

## Vydání

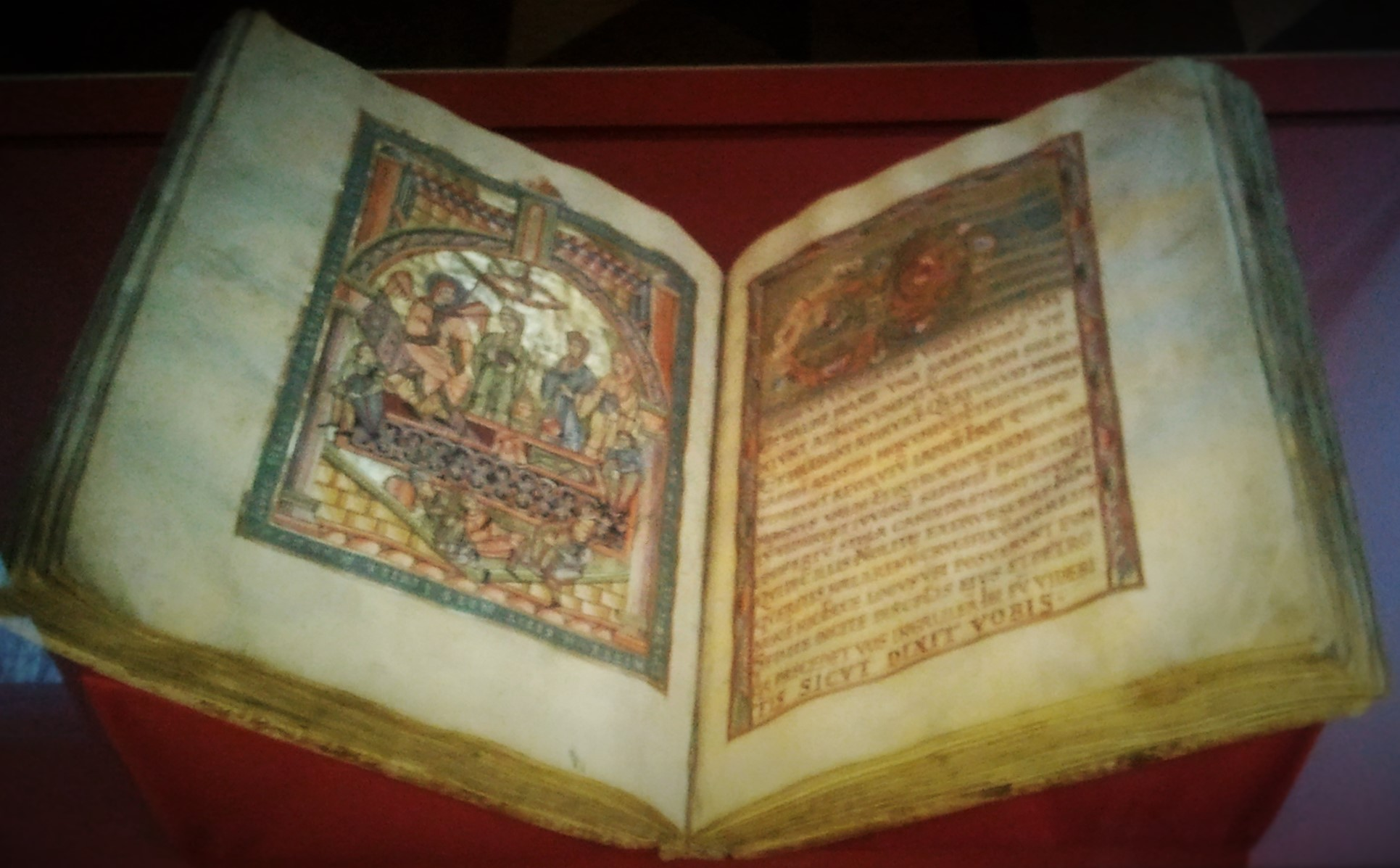
Kodex na výstavě v Klementinu v roce 2015

- F. J. Lehner.Česká škola malířská XI. věku. Korunovační evangelistář krále Vratislava, řečený kodex Vyšehradský. Praha 1902.
- J. Mašín. Kodex Vyšehradensis. Praga 1970.
- V roce 2012 se Národní knihovna rozhodla pro výrobu faksimile.[7] Celkem vyrobila společnost Tempus Libri 199 věrných uměleckých faksimilí. Cena jednoho faksimile byla stanovena na 169 000 Kč.